# Polik (powiat sierpecki)
Polik – wieś w Polsce położona w województwie mazowieckim, w powiecie sierpeckim, w gminie Rościszewo.
Prywatna wieś szlachecka położona była w drugiej połowie XVI wieku w powiecie sierpeckim województwa płockiego. W latach 1975–1998 miejscowość należała administracyjnie do województwa płockiego.